# Nonce Paolini
Pour les articles homonymes, voir Paolini.
Nonce Paolini, né le 1er avril 1949 à Ivry-sur-Seine et mort le 17 juillet 2024 à Paris, est un dirigeant d'entreprise français. 
Après avoir été directeur général délégué du troisième opérateur de téléphonie mobile français Bouygues Telecom, filiale du groupe Bouygues, il est nommé le 22 mai 2007 directeur général puis le 31 juillet 2008 président-directeur général du groupe TF1 (dont le groupe Bouygues est l'actionnaire principal). Il quitte son poste en février 2016 au profit de Gilles Pélisson.

## Biographie
Sa famille est originaire de Nice. Élève au lycée Montaigne (Paris),, titulaire d’une maîtrise de lettres et diplômé de l'Institut d'études politiques de Paris (promotion 1972), Nonce Paolini a commencé sa carrière professionnelle au sein des sociétés publiques Électricité de France (EDF) et Gaz de France (GDF) en exerçant diverses responsabilités.
En 1988, il entre dans le groupe industriel français Bouygues, où il devient directeur des ressources humaines, puis en 1990, directeur de la communication extérieure. En juillet 1993, il devient le directeur des relations humaines du groupe TF1. De 1999 à 2001, il occupe les fonctions de directeur de la communication interne et directeur général adjoint du groupe qui s'est construit autour de la chaîne de télévision commerciale hertzienne TF1, privatisée en 1987.
En janvier 2002, il rejoint Bouygues Telecom, l'opérateur de télécommunication, filiale du groupe Bouygues, pour en devenir directeur général adjoint. En avril 2004, il devient directeur général délégué et administrateur de Bouygues Telecom.
De juillet 2002 à mars 2005, Nonce Paolini est président de l'association Médiation Télécom (AMET), organe de médiation entre les clients et les opérateurs de téléphonie fixe et de téléphone mobile.
Le 20 février 2007, Patrick Le Lay propose de dissocier les fonctions de président, qu'il conserve pour lui-même, et de directeur général du groupe, confiée à une autre personne. Le 22 mai suivant, le conseil d'administration du groupe TF1 nomme Nonce Paolini à la direction générale du groupe. Étienne Mougeotte, jusqu'alors vice-président du groupe TF1, doit quitter en août ses fonctions de directeur des antennes et des programmes du groupe.
Le 31 juillet 2008, Nonce Paolini est nommé président-directeur général du groupe TF1, en remplacement de Patrick Le Lay, qui quitte la présidence tout en conservant son poste d'administrateur. Il entre en fonction le 25 août. À ce titre, son salaire annuel est rendu public par TF1 et s'élève à 1 300 000 € en 2008[réf. nécessaire].
En 2015, il est souvent cité médiatiquement pour avoir évincé Claire Chazal, présentatrice des journaux du week-end de TF1 durant 24 ans,.
Le 17 février 2016, Nonce Paolini laisse sa place à Gilles Pélisson.
En mai 2022, il s'exprime pour dénoncer les agissements du présentateur vedette de TF1, Patrick Poivre d'Arvor, se défendant d'avoir couvert un système de violences sexuelles.

### Vie privée
Il est marié en troisièmes noces avec Catherine Falgayrac, l'une des présentatrices de l'émission Téléshopping sur TF1, et a trois filles de deux précédentes unions.

## Décoration
- Chevalier de la Légion d'honneur (13 juillet 2007). Nommé sur le contingent du ministère de l'Économie et des Finances[11].